# Little League World Series 2000
Koordinaten: 41° 13′ 45″ N, 77° 0′ 2″ W
Die Little League World Series 2000 war die 54. Austragung der Little League Baseball World Series, einem internationalen Baseballturnier für Knaben zwischen 11 und 12 Jahren. Gespielt wurde in South Williamsport.
Es war die letzte Austragung mit acht Teilnehmern und den je vier Regionen. Ab dem Jahr 2001 wurde die Anzahl der Regionen und entsprechend auch der Teilnehmer verdoppelt.

## Teilnehmer
| Vereinigte Staaten                  | International                             |
| ----------------------------------- | ----------------------------------------- |
| Goffstown, New Hampshire Region Ost | Dhahran, Saudi-Arabien Region Europa      |
| Bellaire, Texas Region Süd          | Tokio, Japan Region Ferner Osten          |
| Vancouver, Washington Region West   | Toronto, Ontario Region Kanada            |
| Davenport, Iowa Region Zentral      | Maracaibo, Venezuela Region Lateinamerika |

## Ergebnisse
Die Teams wurden in zwei Gruppen eingeteilt. Jeder spielte gegen Jeden in seiner Gruppe, die beiden Ersten spielten gegeneinander den Finalplatz aus.

### Vorrunde

#### Gruppe Vereinigte Staaten
| Platz | Region  | W | L | %     |
| ----- | ------- | - | - | ----- |
| 1.    | Zentral | 2 | 1 | 0.667 |
| 2.    | Süd     | 2 | 1 | 0.667 |
| 3.    | West    | 2 | 1 | 0.667 |
| 4.    | Ost     | 0 | 3 | 0.000 |

| Datum      | Begegnung | Begegnung | Begegnung | Ergebnis |
| ---------- | --------- | --------- | --------- | -------- |
| 20. August | Ost       | –         | Süd       | 0:3      |
| 21. August | Zentral   | –         | Ost       | 5:0      |
| 21. August | West      | –         | Süd       | 5:0      |
| 22. August | Ost       | –         | West      | 4:6      |
| 22. August | Süd       | –         | Zentral   | 4:2      |
| 23. August | Zentral   | –         | West      | 6:4      |

#### Gruppe International
| Platz | Region        | W | L | %     |
| ----- | ------------- | - | - | ----- |
| 1.    | Ferner Osten  | 3 | 0 | 1.000 |
| 2.    | Lateinamerika | 2 | 1 | 0.667 |
| 3.    | Europa        | 1 | 2 | 0.333 |
| 4.    | Kanada        | 0 | 3 | 0.000 |

| Datum      | Begegnung    | Begegnung | Begegnung     | Ergebnis |
| ---------- | ------------ | --------- | ------------- | -------- |
| 20. August | Ferner Osten | –         | Lateinamerika | 10:0     |
| 21. August | Kanada       | –         | Ferner Osten  | 8:9      |
| 21. August | Europa       | –         | Lateinamerika | 0:3      |
| 22. August | Kanada       | –         | Lateinamerika | 4:5      |
| 22. August | Europa       | –         | Ferner Osten  | 0:9      |
| 23. August | Kanada       | –         | Europa        | 1:3      |

### Finalrunde
|  | US und Intern. Finale | US und Intern. Finale |               |     | Weltmeisterschaft | Weltmeisterschaft |
|  |                       |                       |               |     |                   |                   |
|  | 24. August            |                       |               |     |                   |                   |
|  | IN2 Lateinamerika     | 4                     |               |     |                   |                   |
|  | IN1 Ferner Osten      | 5                     |               |     | 26. August        | 26. August        |
|  |                       |                       | Lateinamerika | 3   |                   |                   |
|  | 24. August            | 24. August            |               | Süd | 2                 |                   |
|  | US2 Süd               | 8                     |               |     |                   |                   |
|  | US1 Zentral           | 0                     |               |     |                   |                   |
|  |                       |                       |               |     |                   |                   |